# Tomasz Jachimek
Tomasz Jachimek (ur. 11 października 1973 w Gdyni) – polski artysta kabaretowy, autor tekstów i konferansjer. Piłkarz drużyn juniorskich i drugiego zespołu Bałtyku Gdynia. Z wykształcenia jest dziennikarzem. Starszy brat satyryka Szymona Jachimka.

## Życiorys
W okresie studiów dziennikarskich na Uniwersytecie Warszawskim pisał felietony i opowiadania publikowane w „Dzienniku Bałtyckim”, a także występował w czwartoligowych drużynach piłki nożnej.
W latach 1997–1999 był członkiem kabaretu Strzały z Aurory (I miejsce XV Przeglądu Kabaretowego PaKA, ex aequo z Absurdalnym Kabaretem). W 2002 roku założył jednoosobowy Kabaret Jachim Presents (I miejsce XVIII Przeglądu Kabaretowego PAKA). Obecnie, prowadząc różnego rodzaju spotkania, gale czy inne wydarzenia, występuje pod swoim imieniem i nazwiskiem.
W 2004 roku został współpracownikiem Polskiego Radia Program III (jego skecze i monologi są często emitowane w Powtórce z rozrywki). Od 2005 roku jest stałym gościem programu publicystyczno-satyrycznego Szkło kontaktowe nadawanego na antenie TVN24. Oprócz tego od grudnia 2006 roku publikuje w tygodniku Newsweek Polska felietony z cyklu „Pięciopak Jachimka”. Wcielał się w postać Syna w emitowanym przez TVP2 serialu kabaretowym Rodzina Trendych.
Jest autorem monodramów Mężczyzna sukcesu – koncert solo, Reflektor na tatę (wystawiany w krakowskim Teatrze 38 w wykonaniu Piotra Plewy), Kolega Mela Gibsona (wystawiany w Teatrze Korez w Katowicach w 2007 roku) oraz od 2014 r. w rzeszowskim teatrze Bo Tak i [Ja]3 czyli dwa do jednego (wystawiany w Teatrze Konsekwentnym w Warszawie w 2010 roku), a także autorem tekstów sztuki „Wiwisexia” który miał premierę w 4 listopada 2016 na deskach Teatru Korez.
W listopadzie 2007 roku ukazała się płyta DVD Tomasza Jachimka w serii Liga Kabaretów pod tytułem „Jachim Presents”, a 20 października 2010 roku odbyła się premiera jego pierwszej książki pt. Handlarze czasem.
W 2016 nawiązał współpracę z Grupą Onet-RAS Polska czego wynikiem był program Żółte papiery emitowany w OnetTV, program pokazywał autorski komentarz do wydarzeń kulturalnych, politycznych i sportowych. Program we wrześniu zmienił nazwę na Świat według Jachimka.

## Filmografia
- 2005 – Anioł Stróż – brat konferansjer (odc. 9 Babski wieczór)[1]
- 2005 – Towar – Szkutnik[1]
- 2007 – Niania – boy hotelowy (odc. 69 Miłość w Paryżu i 90 Powtórka z Paryża)[1]
- 2009 – Przystań – wczasowicz[1]

## Życie prywatne
Ma brata Szymona Jachimka, który również jest artystą kabaretowym. Jest ojcem dwojga dzieci.